# Прапор Олешківського району
Пра́пор Олешківського райо́ну — офіційний символ Олешківського району Херсонської області, затверджений 17 грудня 2004 року рішенням сесії Цюрупинської районної ради.

## Опис
Прапор являє собою прямокутне полотнище зі співвідношенням сторін 2:3, яке складається у співвідношенні 1:1:6:6:6 з п'яти горизонтальних смуг: синьої, жовтої, зеленої, білої і жовтої. На білій смузі біля древка розміщено герб району.
Герб — це геральдичний щит, перетятий на зелене і золоте поля. На щиті розташовано срібний сувій, на верхньому полі розміщені срібні шабля та булава, покладені в косий хрест, а на нижньому знаходяться гілка сосни справа та виноградна лоза з гроном зліва, під якими напис «Олешківський район». Щит обрамлено колосками зі стрічкою.

## Символіка
- Жовта і блакитна смуги у верхній частині (державні кольори) символізують, що район є складовою частиною України.
- Зелена барва у геральдиці символізує надію, достаток та волю.
- Біла — символ щирості та чистоти.
- Жовтий колір втілює знатність і багатство.
- Ці кольори відображають географічні та економічні особливості району, в якому є ліси, сади, виноградники, створені людськими руками у Нижньодніпровській пустелі.